# Автомагістраль 15 (Йорданія)
Автомагістраль 15 також відома як пустельне шосе — проходить в Йорданії з півдня на північ. Починається в Акабі, прямуючи на північний схід до Маана, проходячи через пустелю на схід від основних поселень у південному регіоні Йорданії. Потім вона вливається в регіональне шосе 35, що веде до Аммана. В Аммані вона йде по новому об’їзному шосе до Зарки.

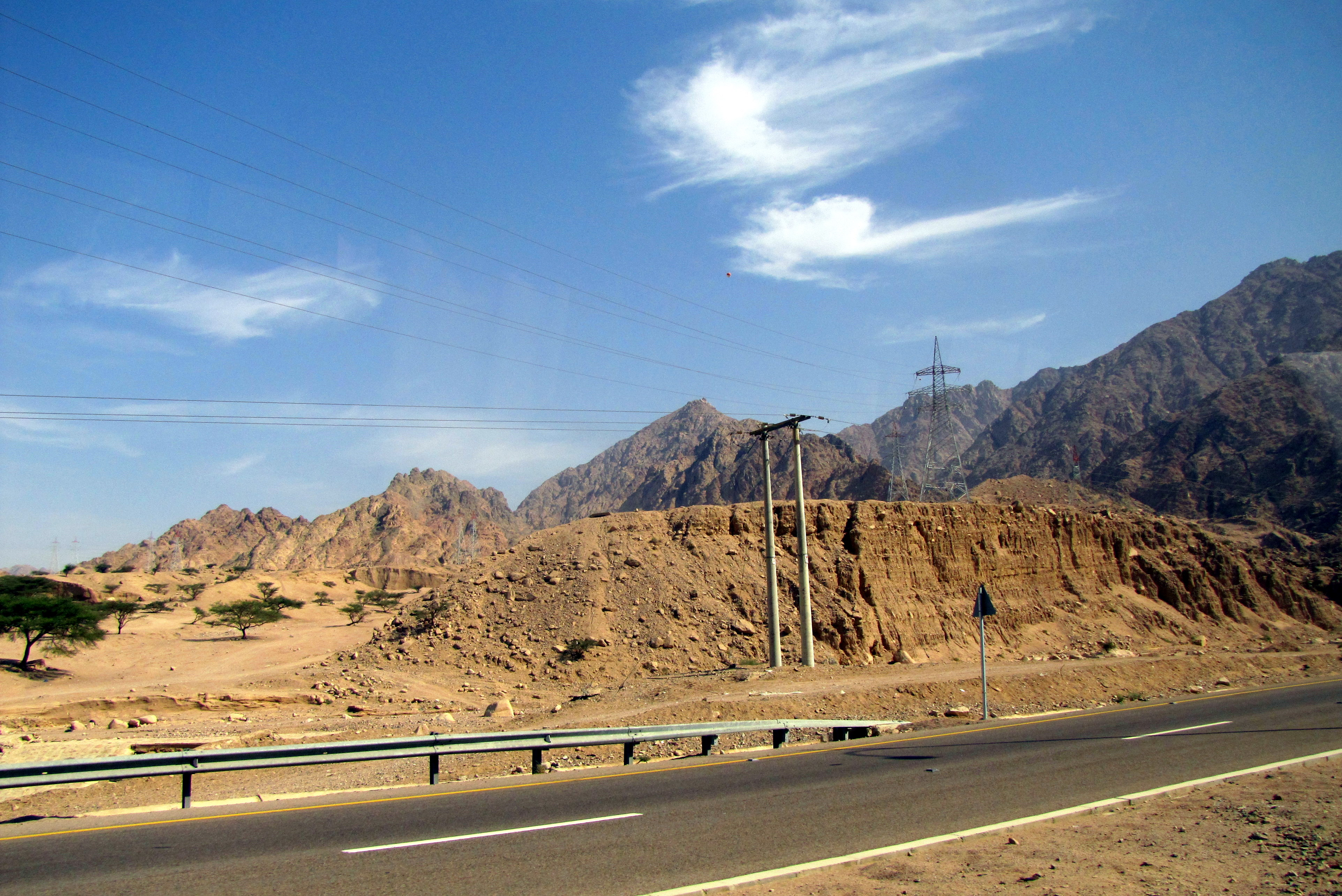
Шосе, що проходить через губернаторство Маан біля Петри

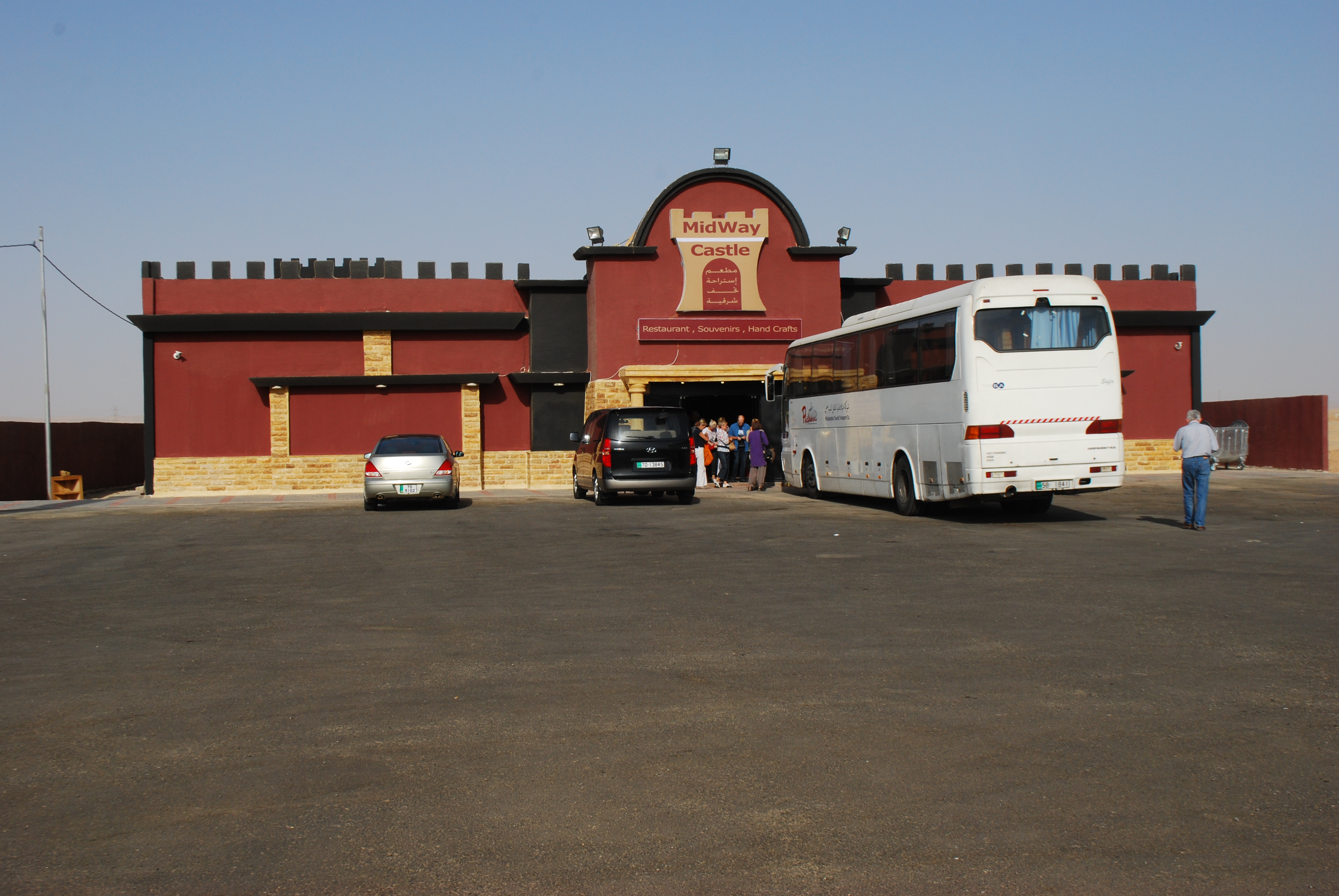
Зона відпочинку на шосе 15 (Пустельне шосе)

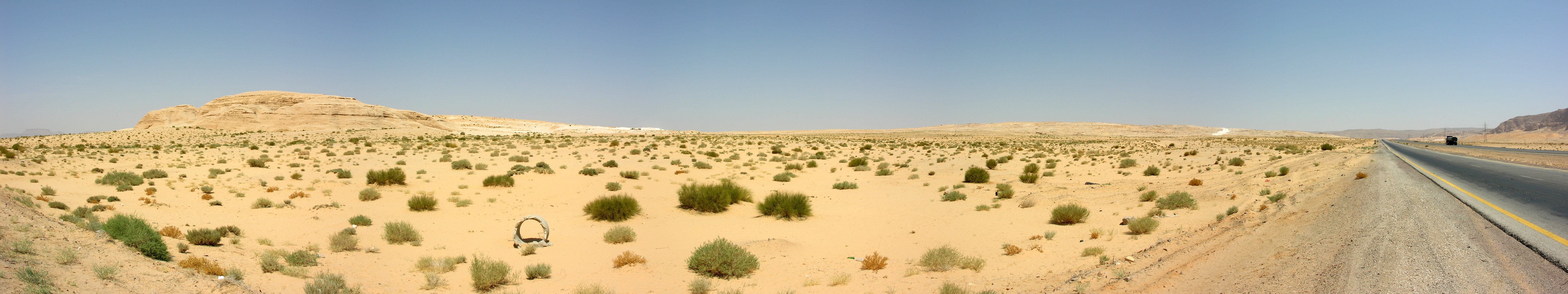

## Дивись також
- Автомагістраль 65 (Йорданія)